# Šoporňa
Šoporňa est un village de Slovaquie situé dans la région de Trnava.

## Histoire
Première mention écrite du village en 1251.

## Démographie

### Évolution de la population
| Année:               | 1994. | 2004.   | 2014.   | 2024.   |
| -------------------- | ----- | ------- | ------- | ------- |
| Nombre de personnes: | 4000  | 4149    | 4171    | 4032    |
| Différence:          |       | +3,72 % | +0,53 % | -3,33 % |

| Année:               | 2023. | 2024.   |
| -------------------- | ----- | ------- |
| Nombre de personnes: | 4079  | 4032    |
| Différence:          |       | -1,15 % |